# LUnix
LUnix (Little Unix) – system operacyjny dla komputerów Commodore 64 i Commodore 128. Projekt został rozpoczęty w roku 1993, a w roku 1997 został zawieszony. Kod został napisany od początku, co dało Lunix The Next Generation (LNG).
Celem projektu jest stworzenie uniksopodobnego systemu dla Commodore 64 i Commodore 128. System jest wielozadaniowy (do 32 procesów),  wieloużytkownikowy, obsługuje TCP/IP. LUnix jest kompatybilny z SuperCPU oraz REU.